# Sis dies de Nouméa
Els Sis dies de Nouméa era una cursa de ciclisme en pista, de la modalitat de sis dies, que es disputava a Nouméa (Nova Caledònia). La seva primera edició data del 1977 i es va disputar fins al 2003, amb algun parèntesi.
El 2009 i 2010 es van disputar com a Quatre dies de Nouméa

## Palmarès
| Any     | Primers                                 | Segons                               | Tercers                               |
| ------- | --------------------------------------- | ------------------------------------ | ------------------------------------- |
| 1977    | Paul Bonno · Daniel Morelon             | Keith Oliver · John Trevorrow        | Jean-Claude Lecourieux · Jean Testard |
| 1978-79 | No disputats                            |                                      |                                       |
| 1980    | Maurizio Bidinost · Bernard Vallet      | Kelvin Poole · Gary Sutton           | Daniel Gisiger · Patrick Moerlen      |
| 1981    | Maurizio Bidinost · Francesco Moser     | Serge Beucherie · Alain Bondue       | Jean-Claude Lecourieux · Roy Schuiten |
| 1982    | Diederik Foubert · Daniel Gisiger       | Michael Grenda · George West         | Pascal Carrara · Jens Schröder        |
| 1983-88 | No disputats                            |                                      |                                       |
| 1989    | Jamie Kelly · Mark Victor               | Gary Anderson · Stuart McLeay        | Gerd Dörich · Udo Liehner             |
| 1990    | Andreas Beikirch · Frank Kuhn           | Hervé Dagorne · Éric Magnin          | Frédéric Aubert · Christophe Bonte    |
| 1991    | No disputats                            |                                      |                                       |
| 1992    | Michel Dubreuil · Scott McGrory         | Daniel Pandelé · Dominique Père      | Graeme Miller · Jeff Rutter           |
| 1993    | Tony Davis · Stephen Pate               | Robert Bartko · Stefan Steinweg      | Michel Dubreuil · Christian Pierron   |
| 1994    | Jean-Claude Colotti · Jean-Michel Monin | Michel Dubreuil · Christian Pierron  | Scott McGrory · Marc Rousseau         |
| 1995    | Serge Barbara · Glen Thomson            | Graeme Miller · Jean-Michel Tessier  | Christophe Capelle · Pascal Chanteur  |
| 1996    | Michel Dubreuil · Carlos Da Cruz        | Christian Pierron · Andreas Walzer   | Jean-Michel Tessier · Robert Sassone  |
| 1997    | Jean-Michel Monin · Christian Pierron   | Jean-Michel Tessier · Robert Sassone | Andy Flickinger · Jérôme Neuville     |
| 1998    | Jean-Michel Tessier · Robert Sassone    | Chris Jenner · Andreas Walzer        | Thimothy Lyons · Michael Rogers       |
| 1999    | Christian Pierron · Robert Sassone      | Hilton Clarke · Troy Clarke          | Steeve Clavier · Nicolas Nagle        |
| 2000    | Danny Clark · Graeme Brown              | Greg Henderson · Lee Vertongen       | Gareth Atkins · Nathan Clark          |
| 2001    | Jean-Michel Tessier · Robert Sassone    | Steeve Clavier · Nicolas Nagle       | Gareth Atkins · Nathan Clark          |
| 2002    | Jean-Michel Tessier · Adriano Baffi     | Franck Perque · Jérôme Neuville      | Erik Weispfennig · Stefan Steinweg    |
| 2003    | Jean-Michel Tessier · Robert Sassone    | Erik Weispfennig · Stefan Steinweg   | Franck Perque · Fabien Merciris       |
| 2004-08 | No disputats                            |                                      |                                       |
| 2009    | Silvan Dillier · Claudio Imhof          | Myron Simpson · Aaron Gate           | Shem Rogers · Adrian Suaire           |
| 2010    | Cyrille Thièry · Anthony Dubain         | Kevin Maïtere · Tuanua Zahn          | Jerry Bousquet · Mike Villaz          |